# Margreta Söderwall
Klara Margreta Söderwall, född 26 juli 1912 i Sankt Matteus församling i Stockholm, död 19 februari 2009 i Engelbrekts församling i Stockholm, var en svensk dramapedagog och gymnasielärare. 

## Biografi
Margreta Söderwall var dotter till regeringsrådet Knut Söderwall och konsertpianisten Klara Söderwall, född Lundqvist. Efter studentexamen 1931 vid Whitlockska samskolan i Stockholm fortsatte med studier i odontologi och blev odontologie kandidat 1933 samt 1941 fil. mag vid Stockholms högskola, innan hon vidareutbildade sig på Lärarhögskolan i Stockholm. Därefter var hon adjunkt i svenska och engelska i Umeå och Huddinge.
Söderwall grundade hösten 1951 Umeå Shakespearesällskap som under 20 år engagerade närmare 500 ungdomar i åldrarna 10 till 18 år samt gjorde 40 teateruppsättningar och spelade mer än 300 föreställningar i Umeå och andra Västerbottenskommuner, liksom i Vasa, Stockholm och Malmö. Gruppen, turnerade också i England 1959 och 1969 med August Strindbergs Folkungasagan respektive Mäster Olof, vilka togs emot med stående ovationer. Åren 1974–1979 var hon den drivande kraften i Commediagruppen vid Huddinge kommuns gymnasieskola.
Till hennes dramapedagogik hörde ett tjugotal böcker i Spela och Lär-serien (Natur & Kultur) och genom Utbildningsradion. Det är förenklade översättningar av främst Shakespeares pjäser, men också verk av Goethe, Gorkij, Ibsen, Ionesco och Molière. Många skolpjäser har genom åren baserats på Söderwalls böcker.
Ett annat pedagogiskt grepp var hennes dramapåsar. Påsarna innehöll rekvisita som kompletterade böckerna för att elever enkelt skulle kunna spela teater i klassrummet. En dödskalle och en svart sjal räckte för att spela Hamlet, en krona för att bli kung.
Den 13 oktober 2001 blev Söderwall hedersdoktor vid Umeå universitet, där hon tidigare varit metodiklektor, där det bland annat sades att "Margreta Söderwall har lämnat bestående bidrag till såväl skolans som lärarutbildningens praktik".

## Utmärkelser
- Umeå stads kulturpris 1965
- Vilhelminas teaterstipendium 1970
- Svensk Damtidnings Akademis Årspris 1975
- Hedersdoktor vid Umeå Universitet 2001

## Böcker
- Dramametodik: att skapa med Shakespeare: utvärdering och sammanställning av enkäter (tillsammans med Margot Berglund och Ulla Gabrielsson) (1973)
- Barn och ungdom i skapande verksamhet (1973)
- Dramatiseringar i engelska: seminarieuppgifter och rapporter (sammanställda av Margreta Söderwall och Kerstin Bagge (1971)
- Grundskoleelevers upplevelse av Shakespearescener med barn som agerande (1969)
- Spela och Lär-serien